# Fuerzas de Acciones Especiales
Die Fuerzas de Acciones Especiales (FAES) ist eine Spezialeinheit der Policía Nacional Bolivariana in Venezuela. Sie wurde 2016 gegründet. Zu diesem Zeitpunkt gab es bereits andere Spezialeinheiten, welche ein ähnliches Aufgabenspektrum besaßen, wie beispielsweise Fuerza de Operaciones Especiales Los Cazadores oder Grupo de Acciones de Comando. Es wird vermutet, dass es sich um ein Instrument zum Machterhalt Nicolas Maduro handelt. Kritisiert wird die Einheit dafür, dass sie außergerichtliche Erschießungen durchführt.
In Langform wird die Einheit als Fuerza de Acciones Especiales de la Policía Nacional Bolivarianak mit der Abkürzung Faes-PNB bezeichnet.

## Außergerichtliche Erschießungen
Menschenrechtsorganisationen und Politiker kritisieren sowohl die Erschießung von Bürgern unter dem Vorwurf der Alltagskriminalität als auch unter dem Vorwurf des Terrorismus. Zu Letzterem wird gezählt, wer sich z. B. an den Protesten in Venezuela seit 2014 beteiligte. So wurden im Rahmen der Proteste nach der Vereidigung von Juan Guaidó circa 30 Menschen in den Armenvierteln Cotiza und Petare von den von Maduro geschickten FAES erschossen.

### UN-Bericht vom Juli 2019
Anfang Juli 2019 stellte Michelle Bachelet, Hohe Kommissarin für Menschenrechte der Vereinten Nationen einen Bericht mit vielen Belegen über Folter und außergerichtliche Exekutionen in Venezuela vor. Darin werden den Sicherheitskräften allein für den Zeitraum von Januar 2018 bis Mai 2019 mindestens 6800 Fälle von außergerichtlichen Tötungen zur Last gelegt.